# Estación de Ungo-Nava
Ungo-Nava es un apeadero ferroviario con parada facultativa situado en el municipio español de Valle de Mena en la provincia de Burgos, comunidad autónoma de Castilla y León, comarca de Las Merindades. Forma parte de la red de ancho métrico de Adif, operada por Renfe Operadora a través de su división comercial Renfe Cercanías AM. Cuenta con servicios regionales de la línea R-4f, que une Léon con Bilbao.

## Situación ferroviaria
La estación se encuentra situada en el punto kilométrico 273,8 de la línea férrea de ancho métrico de La Robla y León a Bilbao (conocido como Ferrocarril de La Robla), entre los apeaderos de Menamayor y Arla-Berrón, a 262,8 metros de altitud. El kilometraje es el histórico, tomando la estación de La Robla como punto de partida. El tramo es de vía única y no está electrificado. Según Adif, la denominación oficial de la línea a la que pertenece la estación es la 08-790 (Asunción Universidad-Aranguren).

## Historia
La línea fue abierta al tráfico el 20 de octubre de 1892 con la puesta en marcha del tramo Valmaseda-Espinosa de los Monteros de la línea que pretendía unir La Robla con Bilbao. La ceremonia de inauguración de la línea (y con ello de la estación) fue llevada a cabo el 11 de agosto de 1894, no quedando La Robla y Bilbao definitivamente unidas hasta 1902. Forma parte de las estaciones originales de la línea.
Las obras y la explotación inicial de la concesión corrieron a cargo de la Sociedad del Ferrocarril Hullero de La Robla a Valmaseda, S.A. (que a partir de 1905 pasó a denominarse Ferrocarriles de La Robla, S.A.).
En 1972, FEVE se hizo cargo de la explotación de la línea, debido a la decadencia que padecía la compañía, provocada por la falta de rentabilidad que sufría la industria del carbón. Sin embargo, bajo el mandato de la empresa pública la explotación empeoró y el servicio de viajeros quedó suspendido entre Matallana y Bercedo-Montija desde el 27 de diciembre de 1991. Esta medida no fue bien acogida por los vecinos de las zonas afectadas que pidieron su reapertura. A partir de 1993, la línea comenzó a prestar servicio por tramos y el 19 de mayo de 2003, merced a un acuerdo con la Junta de Castilla y León, se reanudó el tráfico de viajeros entre León y Bilbao.
El 1 de enero de 2013, se disolvió la empresa FEVE en un intento del gobierno por unificar vía ancha y estrecha, encomendándose la titularidad de las instalaciones ferroviarias a Adif y la explotación de los servicios ferroviarios a Renfe Operadora, distinguiéndose la división comercial de Renfe Cercanías AM para los servicios de pasajeros y de Renfe Mercancías para los servicios de mercancías.

## La estación
Pertenece a las estaciones del proyecto original. La estación consta del andén lateral y la única vía principal. Una vía derivada existió a continuación sin acceso andén, habiendo sido ya desconectada de la red. 

## Servicios ferroviarios

### Regionales
Los trenes regionales que realizan el recorrido León - Bilbao (línea R-4f) tienen parada en la estación. Su frecuencia es de un tren diario por sentido. En las estaciones en cursiva, la parada es discrecional, es decir, el tren se detiene si hay viajeros a bordo que quieran bajar o viajeros en la parada que manifiesten de forma inequívoca que quieren subir. Este sistema permite agilizar los tiempos de trayecto reduciendo paradas innecesarias.
Las conexiones ferroviarias entre Ungo-Nava y el resto de estaciones de la línea, para los trayectos regionales, se efectúan exclusivamente con composiciones de la serie 2700
| Línea | Origen/Destino   | Paradas intermedias | Destino/Origen |
| ----- | ---------------- | --- | -------------- |
|       | Bilbao Concordia | Amézola · Basurto Hospital · Zorroza-Zorrozgoiti · Iráuregui · Zaramillo · Sodupe · Aranguren · Aranguren-Apeadero · Zalla · Valmaseda · Arla-Berrón · Ungo-Nava · Mercadillo-Villasana · Cadagua · Bercedo-Montija · Quintana de Los Prados · Espinosa de los Monteros · Redondo · Sotoscueva · Pedrosa · Dosante Cidad · Robredo Ahedo · Soncillo · Cabañas de Virtus · Arija · Llano · Las Rozas de Valdearroyo · Montes Claros · Los Carabeos · Mataporquera · Cillamayor · Salinas de Pisuerga · Vado Cervera · Castrejón de la Peña · Villaverde-Tarilonte · Santibáñez de la Peña · Guardo-Apeadero · Guardo · La Espina · Valcuende · Puente Almuhey · Cerezal de la Guzpeña · Prado de la Guzpeña · La Llama de la Guzpeña · Valle de las Casas · Sorriba · Cistierna · La Ercina · Boñar · La Vecilla · Matallana · San Feliz · Asunción/Universidad · Ventas/San Mamés | León-Matallana |